# Iľja Jozef Marko
Iľja Jozef Marko (1. února 1907 Bánovce nad Bebravou – 17. září 1980) byl slovenský novinář, básník, textař a fotograf.

## Život a tvorba
Pocházel z dělnické rodiny. Pracoval na magistrátu, studoval v Bratislavě sociologii. Byl zakladatelem a redaktorem literárního časopisu Postup. Psal sociálně laděnou poezii. V roce 1938 vydal knihu sociálně-dokumentárních fotografií z dělnického předměstí Bratislavy Dornkappel. Po válce pracoval jako novinář.

## Výstavy
- Neúprosné světlo. Sociální fotografie v meziválečném Československu. 14. 9. — 28. 10. 2012. Autoři: Karol Aufricht / Irena Blühová / Karel Hájek / Ján Halász / Tibor Honty / Josef Kubín / Ilja Jozef Marko / Sergej Protopopov / Oldřich Straka / Viliam Tóth / Josef Zeman, Galerie Leica, Praha.

## Publikace (výběr)
- Seznam děl v Souborném katalogu ČR, jejichž autorem nebo tématem je Iľja Jozef Marko
- MARKO, Iľja Jozef. Dornkappel – predmestie troch jazykov. Praha: Europský literárny klub, 1938. (slovensky)